# Rodolfo Hinostroza
 (décembre 2016).
Si vous disposez d'ouvrages ou d'articles de référence ou si vous connaissez des sites web de qualité traitant du thème abordé ici, merci de compléter l'article en donnant les références utiles à sa vérifiabilité et en les liant à la section « Notes et références ».
Pour les articles homonymes, voir Hinostroza.
Rodolfo Hinostroza Clausen, né le 27 octobre 1941 à Lima (Pérou) et mort dans la même ville le 1er novembre 2016, est un poète, écrivain, journaliste, astrologue et critique gastronomique péruvien.

## Œuvre publiée

### Astrologie
- El Sistema astrológico (Le système astrologique), Barcelone: Barral, 1973,  (ISBN 978-84-211-7237-7)

### Théâtre
- Apocalipsis de una noche de verano (Apocalypse d'une nuit d'été), Lima, Instituto Nacional de Cultura, 1988

## Récompenses et distinctions
- Bourse Guggenheim
- Premio Nacional de Cultura (2013)